# Carectocultus
Carectocultus és un gènere d'arnes de la família Crambidae.

## Taxonomia
- Carectocultus bivitta Möschler, 1882
- Carectocultus dominicki A. Blanchard, 1975
- Carectocultus perstrialis (Hübner, 1831)

## Espècies antigues
- Carectocultus repugnatalis (Walker, 1863)